# Het Neptunus

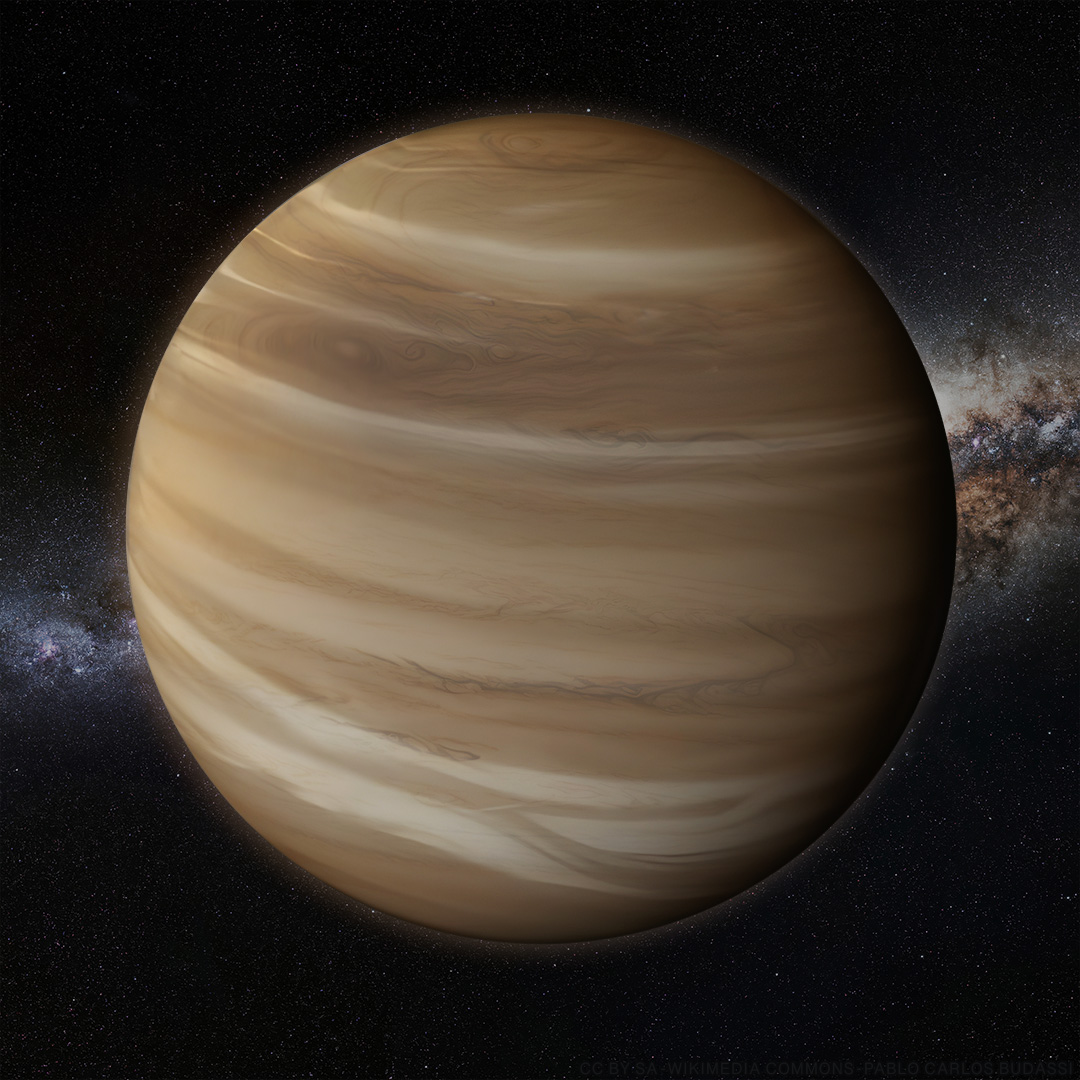
Konstnärs föreställning av en het Neptunus.

En het Neptunus är en exoplanet som ligger nära sin stjärna (vanligtvis på ett avstånd av en astronomisk enhet), med en massa liknande den som Uranus eller Neptunus har. Forskning har visat att sådana planeter är tämligen vanliga. Den första heta Neptunus som upptäcktes var My Arae c, eller HD 160691 c.